# 输运现象
气体的输运现象（英語：transport phenomena）表示一类气体由非平衡态转为平衡态的过程，主要有以下几类
：
- 动量高的分子与动量低的分子之间混合时，所产生的与黏性有关的分子运动过程；
- 能量高的分子与能量低的分子之间混合时，所产生的与热传导有关的分子运动过程；
- 系统中的分子由于分子数密度的差异，产生的扩散现象。

## 概述
处于非平衡态的热力学系统依据其偏离平衡态的程度一般可以分为近平衡态和远平衡态。一个处于近平衡态的物体，如果不受外界影响，即如果此物体系是孤立的话，经过充分长的时间，它的状态最终将达到平衡。例如，一个温度不均匀的物体，通过热量由温度较高的部分传到温度较低的部分，而使温度趋于一致来实现从非平衡达到平衡。这种过程就是热传导。一个宏观相对速度不均匀的物体，通过动量由高速区向低速区传输，而使宏观运动的差别消失来实现从非平衡态达到平衡。这就是物体的粘滞性。一个密度分布不均匀的物体，通过质量由密度高的地方向密度低的地方传输，而使密度趋向均匀从而实现从非平衡到平衡。这就是扩散过程。以上三种过程是典型的宏观不可逆过程，通称输运过程。热传导是能量输运过程，粘滞性是动量输运过程，扩散是物质输运过程。它们满足相应的经验定律，如热传导中的傅里叶定律、粘滞现象中的牛顿定律、扩散中的菲克定律。